# Tapiramutá (ort)
Tapiramutá är en ort i Brasilien.   Den ligger i kommunen Tapiramutá och delstaten Bahia, i den östra delen av landet, 900 km nordost om huvudstaden Brasília. Tapiramutá ligger 825 meter över havet och antalet invånare är 16 544.
Terrängen runt Tapiramutá är platt åt nordväst, men åt sydost är den kuperad. Tapiramutá ligger uppe på en höjd.
Omgivningarna runt Tapiramutá är huvudsakligen savann. Runt Tapiramutá är det ganska glesbefolkat, med 31 invånare per kvadratkilometer.